# Sparna pallida
Sparna pallida là một loài bọ cánh cứng trong họ Cerambycidae.